# Autódromo Internacional de Riverside
O Autódromo Internacional de Riverside (em inglês:  Riverside International Raceway) foi uma pista de corridas localizada em Riverside na Califórnia, Estados Unidos. 

## História

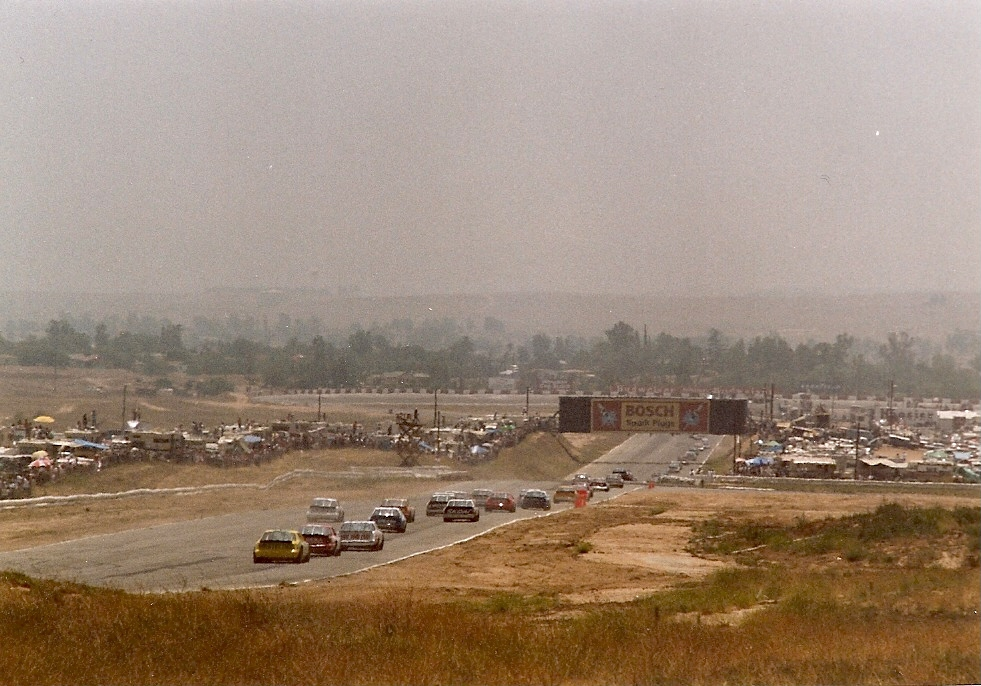
Corrida da NASCAR no circuito em 1988.

O circuito foi inaugurado em 1957. Esta pista foi sede da corrida da NASCAR Winston West 500 entre 1970 e 1988 e do Grande Prêmio dos Estados Unidos de 1960. Em 1989 o circuito foi desativado e demolido.

## Vencedor
| Ano  | Piloto        | Chassi/Motor | Resumo   |
| ---- | ------------- | ------------ | -------- |
| 1960 | Stirling Moss | Lotus-Climax | Detalhes |